# تی‌اچ‌کیو
تی‌اچ‌کیو (به انگلیسی: THQ) یک شرکت توسعه‌دهنده بازی‌های ویدئویی آمریکایی واقع در آگورا هیلز، کالیفرنیا است. زمینه کار این شرکت توسعه محصولات کنسول بازی، کنسول بازی دستی، دستگاه‌های بی‌سیم و رایانه‌های شخصی است.
از بازی های معروف منتشر شده توسط این شرکت می‌توان به: Saints Row ، Frontlines ، the Red Faction، MX vs. ATV،, Company of Heroese و WWE اشاره کرد.

## فروش
این شرکت در دسامبر سال ۲۰۱۲ میلادی پس از اعلام ورشکستگی از ادامه فعالیت باز ماند و در نهایت در ۲۲ ژانویه ۲۰۱۳ به مالکی دیگر فروخته شد اما نام شرکت توسط مالک عوض نشد و در سیاست های اقتصادی خود پا بر جا ماند.

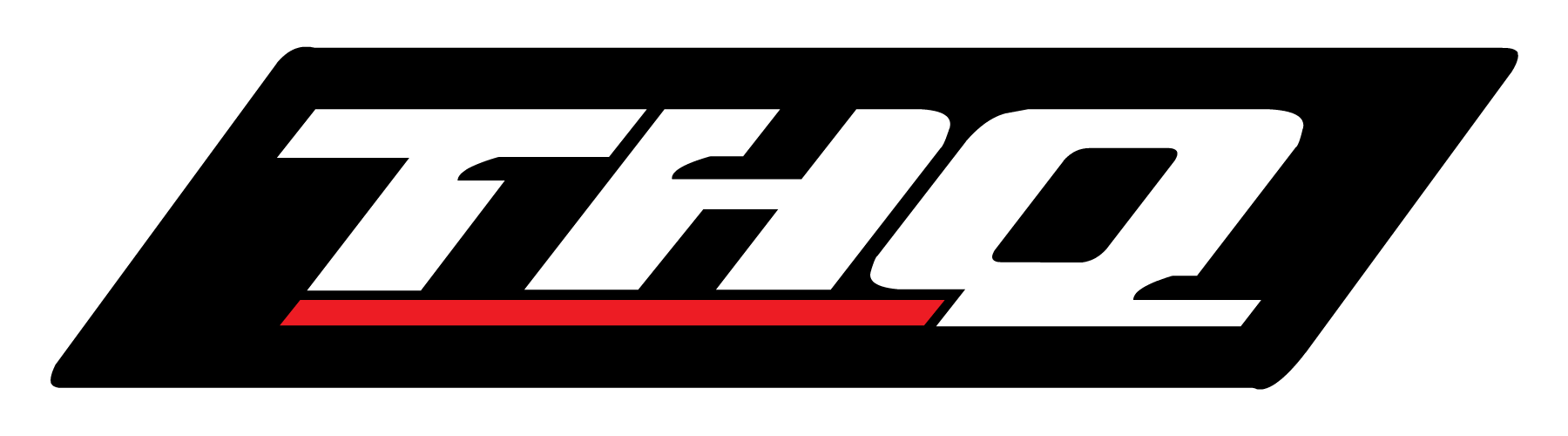
لوگو شرکت از سال 2000 تا 2011